# Calandrite du Napo
Stigmatura napensis
Espèce
Statut de conservation UICN

 LC  : Préoccupation mineure
Le Calandrite du Napo (Stigmatura napensis) est une espèce de passereaux de la famille des Tyrannidae,.

## Systématique et distribution
- îles du bassin versant de l'Amazone (sud-est de la Colombie, est de l'Équateur, nord-est du Pérou et ouest du Brésil)